# Cha 110913-773444

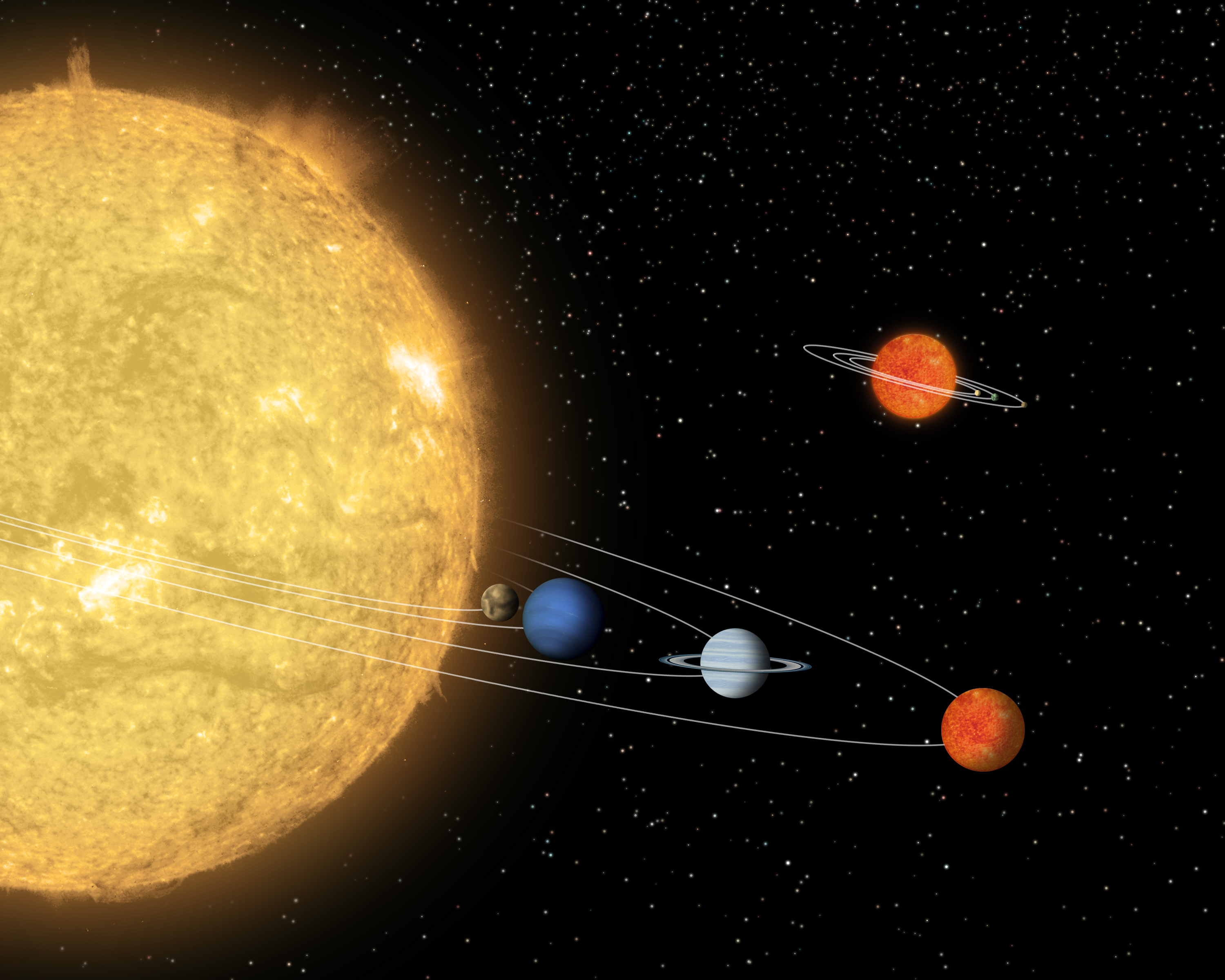
El sistema solar de Cha 110913-773444 (arriba a la derecha), comparado con el sistema solar de 55 Cancri (a la izquierda).

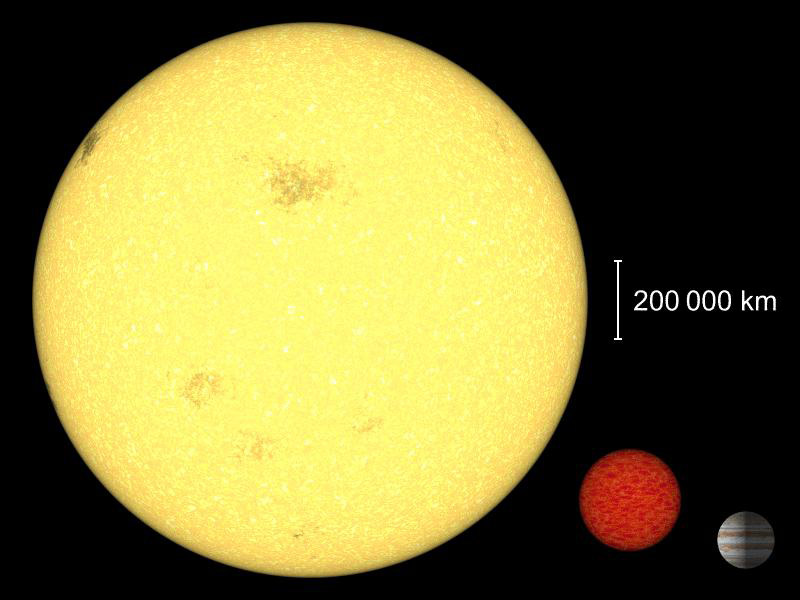
Otra comparación, el Sol a la izquierda, Cha 110913 en el centro y Júpiter a la derecha.

Cha 110913-773444 (también Cha 110913) es un objeto astronómico rodeado por un disco protoplanetario. No hay consenso aún entre los científicos sobre si clasificar a este objeto como una enana marrón (con planetas) o un planeta interestelar (con lunas). Se encuentra en la constelación de Camaleón a unos 163 años luz de la Tierra. Es menor que OTS 44, que era la enana marrón más pequeña hasta el descubrimiento de Cha 110913-773444.
Fue descubierto por Kevin Luhman y otros en la Universidad del Estado de Pensilvania, usando el telescopio espacial Spitzer y el telescopio espacial Hubble, así como dos telescopios en Chile.